# Anney
Anney (auch: Aney, Aneye) ist ein Dorf in der Landgemeinde Dirkou in Niger.

## Geographie
Die Oase liegt im Nordosten des Landes in der Landschaft Kawar in der Wüste Ténéré. Um ein altes Fort auf einem Felsenhügel gruppieren sich Hütten aus Palmblättern und Gärten mit Dattelpalmen. Anney ist Teil des Ramsar-Gebiets Oasen des Kawar, eines 339.220 Hektar großen Feuchtgebiets von internationaler Bedeutung.

## Geschichte
Das Dorf ist ein archäologischer Fundort der altsteinzeitlichen Atérien-Kultur.
Der Überlieferung nach war Anney eine Kanuri-Siedlung, als sich ein Angehöriger der Tubu-Gruppe Tawiya aus dem Tibesti hier wiederfand, während er auf der Suche nach verlorenem Vieh war. Der Reichtum und die scheinbare Wehrlosigkeit von Anney veranlassten ihn, nach seiner Rückkehr eine Invasion des Kawar durch Tubu aus dem Tibesti zu initiieren. Anney leistete sieben Monate lang Widerstand. Die Tubu ließen sich schließlich im Tal von Achinouma nieder, das sich langsam zu ihrem Hauptort entwickelte. Erst ein Ehevertrag zwischen einer Kanuri-Frau und einem Tubu-Mann soll die kriegerischen Handlungen beendet und die Machtverteilung zwischen beiden ethnischen Gruppen besiegelt haben, die infolgedessen weitere Ehen untereinander eingingen.
Die britischen Afrikaforscher Hugh Clapperton, Dixon Denham und Walter Oudney kamen bei ihrer Sahara-Durchquerung 1823 nach Anney („Anay“ oder „Irchat“). Sie beschrieben eine aus wenige Hütten bestehende Siedlung, deren Einwohner sich mindestens einmal im Jahr bei Überfällen von Tuareg in eine felsige Zitadelle zurückzogen. Der deutsche Afrikaforscher Gerhard Rohlfs erreichte Anney („Anay“) im Jahr 1866, das seiner Beschreibung nach 100 bis 150 niedrige Häuser und Hütten mit über 500 Einwohnern aufwies. Der deutsche Afrikaforscher Gustav Nachtigal besuchte Anney („Anai“) bei seiner Sahara-Durchquerung 1869/1870. Er schätzte die damalige Einwohnerzahl auf circa 180, wobei die ungefähr 100 Wohnstätten 400 Personen beherbergen könnten.

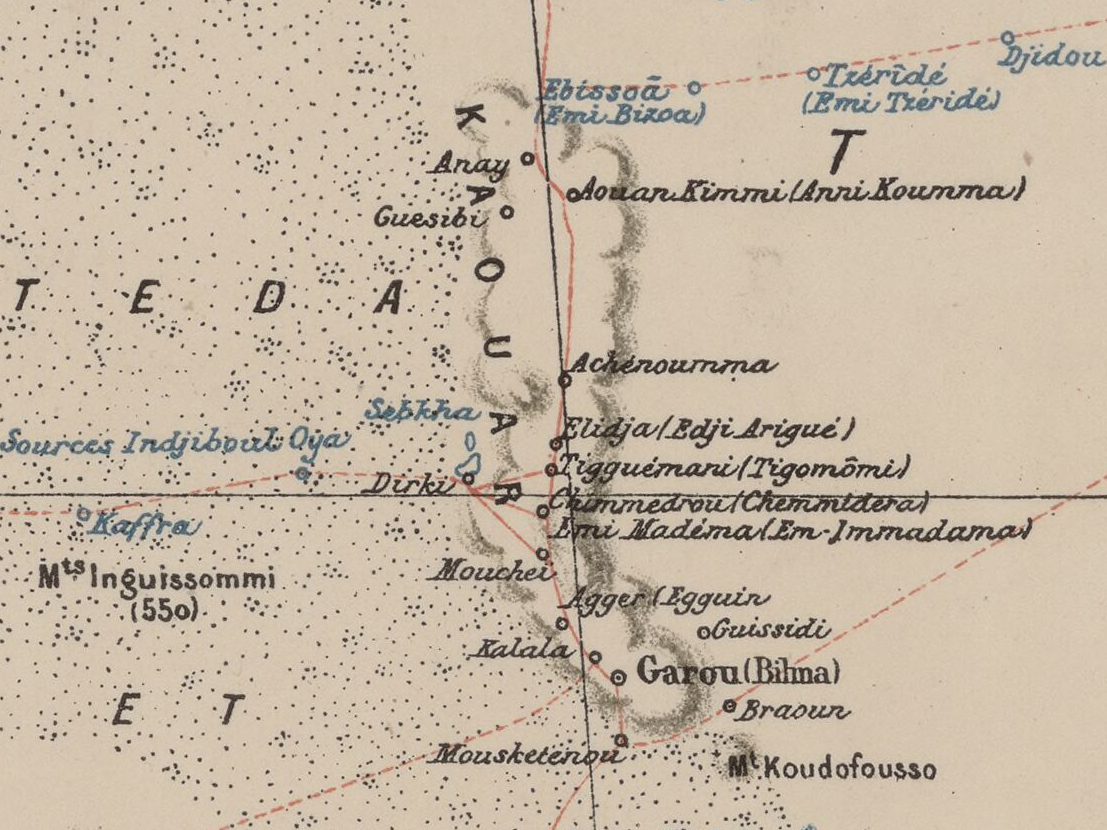
Ausschnitt einer Karte von 1903 mit Anney (Anay)

Die 312 Kilometer lange Piste zwischen den Orten Bilma und Orida, die durch Anney führte, galt in den 1920er Jahren als einer der Hauptverkehrswege in der damaligen französischen Kolonie Niger. Das Dorf lag in der Totalitätszone der Sonnenfinsternis vom 29. März 2006.

## Bevölkerung
Das Dorf hatte 525 Einwohner in 143 Haushalten bei der Volkszählung 1988, 1058 Einwohner in 229 Haushalten bei der Volkszählung 2001 und 651 Einwohner in 120 Haushalten bei der Volkszählung 2012.
Die Bevölkerung besteht aus Guézébida, mit Kanuri vermischten Tubu.

## Kultur und Sehenswürdigkeiten
Das alte Fort von Anney gehört dem im Norden des Kawar üblichen Typ Tima an. Die aus Stein erbauten Tima stehen auf Ausläufern der großen Geländestufe des Kawar und sind mit der jeweiligen Siedlung im Tal verbunden. Sie dienten in vorkolonialer Zeit als Rückzugsorte vor Angriffen. Anders als die großen Festungen des Kawar, die Gassar, verfügen die Tima über keinen eigenen Brunnen. Sie konnten deshalb langen Belagerungen nicht standhalten.

## Wirtschaft und Infrastruktur
Mit einem Centre de Santé Intégré (CSI) ist ein Gesundheitszentrum im Dorf vorhanden. Es gibt eine Schule.